# Кінгстон (парафія, Нью-Брансвік)
Кінгстон (англ. Kingston) — парафія в Канаді, у провінції Нью-Брансвік, у складі графства Кінгс.

## Населення
За даними перепису 2016 року, парафія нараховувала 2913 осіб, показавши скорочення на 1,3%, порівняно з 2011-м роком. Середня густина населення становила 14,5 осіб/км².
З офіційних мов обидвома одночасно володіли 350 жителів, тільки англійською — 2 535. Усього 20 осіб вважали рідною мовою не одну з офіційних.
Працездатне населення становило 60,2% усього населення, рівень безробіття — 10,1% (12,9% серед чоловіків та 7% серед жінок). 88,6% осіб були найманими працівниками, а 10,1% — самозайнятими.
Середній дохід на особу становив $40 637 (медіана $33 280), при цьому для чоловіків — $47 821, а для жінок $33 237 (медіани — $41 728 та $26 667 відповідно).
31% мешканців мали закінчену шкільну освіту, не мали закінченої шкільної освіти — 16,9%, 51,8% мали післяшкільну освіту, з яких 25,7% мали диплом бакалавра, або вищий, 10 осіб мали вчений ступінь.
| Статево-вікова структура населення | Статево-вікова структура населення | Статево-вікова структура населення | Статево-вікова структура населення | Статево-вікова структура населення |
| ---------------------------------- | ---------------------------------- | ---------------------------------- | ---------------------------------- | ---------------------------------- |
|                                    |                                    |                                    |                                    |                                    |
| Всього                             | Всього                             | 49,7%50,3%                         |                                    |                                    |
| 0 — 14 років                       | 0 — 14 років                       |                                    | 14,2%                              | 14,2%                              |
| 15 — 64 років                      | 15 — 64 років                      |                                    | 66,1%                              | 66,1%                              |
| 65 і більше                        | 65 і більше                        |                                    | 19,7%                              | 19,7%                              |
| 85 і більше                        | 85 і більше                        |                                    | 0,7%                               | 0,7%                               |
| Середній вік (років)               | Середній вік (років)               | 44,643,9                           | 44,2                               | 44,2                               |
| Медіана (років)                    | Медіана (років)                    | 49,348,0                           | 48,7                               | 48,7                               |
| — чоловіки — жінки                 |                                    |                                    |                                    |                                    |

| Походження мешканців:     | Походження мешканців:     | Походження мешканців: | Походження мешканців: | Походження мешканців: |
| ------------------------- | ------------------------- | --------------------- | --------------------- | --------------------- |
| Походження                |                           |                       | осіб                  | %                     |
| Корінні американці        | Корінні американці        |                       | 130                   | 4.49%                 |
| Інше північноамериканське | Інше північноамериканське |                       | 1 490                 | 51.47%                |
| Європейське               | Європейське               |                       | 1 980                 | 68.39%                |
| британське                | британське                |                       | 1 690                 | 58.38%                |
| французьке                | французьке                |                       | 555                   | 19.17%                |
| українське                | українське                |                       | 15                    | 0.52%                 |
| Латинськоамериканське     | Латинськоамериканське     |                       | 10                    | 0.35%                 |
| Азійське                  | Азійське                  |                       | 55                    | 1.9%                  |
| Океанійське               | Океанійське               |                       | 10                    | 0.35%                 |

| Зайнятість населення за галузями (за класифікацією NOC): | Зайнятість населення за галузями (за класифікацією NOC): | Зайнятість населення за галузями (за класифікацією NOC): | Зайнятість населення за галузями (за класифікацією NOC): | Зайнятість населення за галузями (за класифікацією NOC): |
| -------------------------------------------------------- | -------------------------------------------------------- | -------------------------------------------------------- | -------------------------------------------------------- | -------------------------------------------------------- |
|                                                          |                                                          |                                                          |                                                          |                                                          |
| Управління                                               | Управління                                               |                                                          | 10,2%                                                    | 10,2%                                                    |
| Бізнес, фінанси та адміністрування                       | Бізнес, фінанси та адміністрування                       |                                                          | 10,9%                                                    | 10,9%                                                    |
| Природничі та прикладні науки                            | Природничі та прикладні науки                            |                                                          | 4,8%                                                     | 4,8%                                                     |
| Охорона здоров'я                                         | Охорона здоров'я                                         |                                                          | 7,1%                                                     | 7,1%                                                     |
| Освіта, правозахист, муніципальні та урядові служби      | Освіта, правозахист, муніципальні та урядові служби      |                                                          | 13,6%                                                    | 13,6%                                                    |
| Мистецтво, культура, відпочинок та спорт                 | Мистецтво, культура, відпочинок та спорт                 |                                                          | 1,7%                                                     | 1,7%                                                     |
| Роздрібна торгівля та послуги                            | Роздрібна торгівля та послуги                            |                                                          | 21,4%                                                    | 21,4%                                                    |
| Гуртова торгівля, транспорт та обладнання                | Гуртова торгівля, транспорт та обладнання                |                                                          | 23,1%                                                    | 23,1%                                                    |
| Природні ресурси, сільське господарство                  | Природні ресурси, сільське господарство                  |                                                          | 3,7%                                                     | 3,7%                                                     |
| Виробництво                                              | Виробництво                                              |                                                          | 3,7%                                                     | 3,7%                                                     |

## Клімат
Середня річна температура становить 5,6°C, середня максимальна – 22,3°C, а середня мінімальна – -13,6°C. Середня річна кількість опадів – 1 236 мм.
| Клімат поселення                              | Клімат поселення | Клімат поселення | Клімат поселення | Клімат поселення | Клімат поселення | Клімат поселення | Клімат поселення | Клімат поселення | Клімат поселення | Клімат поселення | Клімат поселення | Клімат поселення | Клімат поселення |
| Показник                                      | Січ.             | Лют.             | Бер.             | Квіт.            | Трав.            | Черв.            | Лип.             | Серп.            | Вер.             | Жовт.            | Лист.            | Груд.            |                  |
| Середній максимум, °C                         | −2,94            | −1,79            | 3,20             | 9,15             | 15,23            | 20,34            | 22,25            | 22,06            | 17,52            | 11,80            | 6,25             | −0,58            |                  |
| Середня температура, °C                       | −8,26            | −7,12            | −2,12            | 3,82             | 9,92             | 15,02            | 18,40            | 18,22            | 13,67            | 7,95             | 2,41             | −4,42            |                  |
| Середній мінімум, °C                          | −13,58           | −12,46           | −7,45            | −1,51            | 4,58             | 9,69             | 14,56            | 14,36            | 9,84             | 4,10             | −1,44            | −8,26            |                  |
| Норма опадів, мм                              | 129              | 83               | 113              | 98               | 99               | 88               | 90               | 67               | 108              | 117              | 118              | 126              |                  |
| Середньомісячна швидкість вітру, м/с          | 3.89             | 3.89             | 4.00             | 3.88             | 3.50             | 3.10             | 2.77             | 2.62             | 2.93             | 3.34             | 3.64             | 3.90             |                  |
| Середньомісячна сонячна радіація, кДж/м²·день | 5328             | 8637             | 12288            | 15243            | 18177            | 20243            | 19977            | 17770            | 13319            | 8591             | 5108             | 4144             |                  |
| --------------------------------------------- | ---------------- | ---------------- | ---------------- | ---------------- | ---------------- | ---------------- | ---------------- | ---------------- | ---------------- | ---------------- | ---------------- | ---------------- | ---------------- |
| Джерело:                                      |                  |                  |                  |                  |                  |                  |                  |                  |                  |                  |                  |                  |                  |